# Eva Hillesheim
Eva Hillesheim (29 de diciembre de 1951) es una deportista alemana que compitió para la RFA en judo. Ganó tres medallas en el Campeonato Europeo de Judo entre los años 1976 y 1980.

## Palmarés internacional
| Campeonato Europeo | Campeonato Europeo | Campeonato Europeo | Campeonato Europeo |
| Año                | Lugar              | Medalla            | Categoría          |
| ------------------ | ------------------ | ------------------ | ------------------ |
| 1976               | Viena (Austria)    | Medalla de bronce  | –48 kg             |
| 1977               | Arlon (Bélgica)    | Medalla de oro     | –48 kg             |
| 1980               | Údine (Italia)     | Medalla de bronce  | –48 kg             |